# Класифікація вин регіону Грав
Вина Грав виноробного регіону Бордо було вперше класифіковано у 1953 році, спеціальним журі призначеним Національним інститутом походження та якості та затвердженим Міністром сільського господарства у серпні того ж року. У класифікацію, як виняток, потрапило господарство Château Haut-Brion, оскільки воно включене в Офіційну класифікацію вин Бордо 1855 року.  Вибір господарств був переглянутий з деякими доповненнями у 1959 році. Класифікація стосується червоних та білих вин, і усіх «шато», що належать апелясьйону Пессак-Леоньян, який набрав чинності 9 вересня 1987 року.

## Класифікація 1959 року
| Марка                         | Комуна          | Вид вина        |
| ----------------------------- | --------------- | --------------- |
| Château Bouscaut              | Кадожак         | червоне та біле |
| Château Carbonnieux           | Леоньян         | червоне та біле |
| Domaine de Chevalier          | Леоньян         | червоне та біле |
| Château Couhins               | Вільнав-д'Орнон | біле            |
| Château Couhins-Lurton        | Вільнав-д'Орнон | біле            |
| Château de Fieuzal            | Леоньян         | червоне         |
| Château Haut-Bailly           | Леоньян         | червоне         |
| Château Haut-Brion[a]         | Пессак          | червоне         |
| Château Latour-Martillac      | Мартіяк         | червоне та біле |
| Château Laville Haut-Brion    | Таланс          | біле            |
| Château Malartic-Lagravière   | Леоньян         | червоне та біле |
| Château La Mission Haut-Brion | Пессак          | червоне         |
| Château Olivier               | Леоньян         | червоне та біле |
| Château Pape Clément          | Пессак          | червоне та біле |
| Château Smith Haut Lafitte    | Мартіяк         | червоне         |
| Château La Tour Haut-Brion[b] | Таланс          | червоне         |